# Illosporium carneum
Illosporium carneum är en lavart som beskrevs av Fr. 1829. Illosporium carneum ingår i släktet Illosporium, ordningen köttkärnsvampar, klassen Sordariomycetes, divisionen sporsäcksvampar och riket svampar.  Arten är reproducerande i Sverige. Inga underarter finns listade i Catalogue of Life.